# Champa Devi Shukla
Champa Devi Shukla, född 1952 i Jabalpur i delstaten Madhya Pradesh i Indien, är en indisk miljöaktivist och överlevare av Bhopalkatastrofen 1984. Hon belönades med Goldmans miljöpris 2004 tillsammans med Rashida Bee. Shukla och Bee har med prispengarna bildat Chingari Trust, en välgörenhetsorganisation med målsättningen att stötta överlevare och efterföljande generationer som påverkats efter Bhopalkatastrofen.

## Bhopalkatastrofen
Bhopalkatastrofen var ett gasutsläpp som inträffade i december 1984 vid en pesticidfabrik ägd av Union Carbide India Limited. Olyckan är den dödligaste industriolyckan i historien. 45 ton giftgas läckte ut och minst 2 500 människor beräknas ha dödats, medan 50 000 skadades. Olyckan berodde främst på dåligt utbildad personal och sliten utrustning. Dålig stadsplanering medverkade till att olyckan fick så stor omfattning.

## Engagemang och kampanjer
Shukla träffade Bee första gången 1985 på ett center för brevpapperstillverkning i ett statligt rehabiliteringsprogram riktat till offren för katastrofen. 1987 var båda aktiva i bildandet av den fackliga organisationen Bhopal Gas Peedit Mahila Stationary Karamchari Sangh. Kring 1989 utvecklades organisationens engagemang för rättvisa löner till att även omfatta förbättrade levnadsförhållanden i slummen nära platsen för den forna Union Carbide-fabriken. Shukla och Bee organiserade kampanjer för att få en rättegång emot det ansvariga företaget och dess ägare. Arbetet började med protester och möten i Indien. Shukla fortsatte sedan till USA, för protestmöten i New York och andra amerikanska storstäder. Dow Chemical, som är ägare till Union Carbide India Limited har i förlängningen av protesterna fått ett antal stämningar från Shukla och andra.
2002 organiserade Shukla och Bee en 19 dagar lång hungerstrejk i New Delhi, där de krävde ett rättegång i Bhopal mot den tidigare verkställande direktören för Union Carbide Warren Anderson.
Shukla och Bee erhöll 2004 Goldmans miljöpris (Goldman Environmental Prize) för att de fört upp efterverkningarna av katastrofen i Bhopal på den internationella agendan.

## Personligt
Shukla gifte sig som 13-åring i Jhansi. Hennes make fick anställning inom statliga jordbruksverket och familjen flyttade till Bhopal 1972. Hela familjen skadades av gasläckan 1984 och maken jobbade inte utanför hemmet efter det. Shuklas make avled i cancer 1997. Två av hennes barn har också dött på grund av hälsoproblem efter gasläckan. Shukla har tre barn i livet som även de är skadade på grund av Bhopalolyckan. Hon delar numera sin tid mellan att arbeta som bokbindare vid Central Government Press och som förvaltare i välgörenhetsorganisationen Chingari Trust.